# Turumagi
A turumagi (hangul: 두루마기, RR: durumagi) a koreai hanbok része, a pho (po) köpenyek egyik típusa, egyfajta kabát, melyet a csogori (jogori) és a padzsi (baji) fölött viseltek legfelsőbb rétegként. Egyéb nevei: csumagi (주막의, 周莫衣, jumagui), csucshai (주차의, 周遮衣, juchaui), csui (주의, 周衣, juui). Ceremoniális öltözékként is viselték. Valószínűleg kínai eredetű ruhadarab, melyet nők és férfiak egyaránt hordtak.